# Пушкареве
Пушкаре́ве (колишня назва — Сталіна) — село Миргородського району Полтавської області. Населення станом на 2001 рік становило 260 осіб. Входить до Великобагачанської селищної об'єднаної територіальної громади з адміністративним центром у смт Велика Багачка.

## Географія
Село Пушкареве знаходиться на відстані до 2 км від сіл Семенівка, Мар'янівка та Багачка Перша. За 2 км від села знаходиться дорога М03.
Віддаль до центру громади — 29 км. Найближча залізнична станція Хорол — за 34 км.

## Історія

### Заснування села
Раніше на місці села був голий степ, а місцевість була в цілому малонаселена. Під час проведення Столипінської аграрної реформи в цій місцевості влада почала надавати малоземельним або взагалі безземельним селянам земельні ділянки — норми. Умови надання ділянок були досить жорсткі — селянин, який отримав «норму», був зобов'язаний на ній до зими побудувати будинок — «щоб до зими з димарів закурило». В іншому випадку —  ділянку вилучали. Перші ділянки були роздані у 1910 році, який і вважається неофіційною датою заснування села.
Однак, внаслідок того, що селянам були роздані «норми», було засноване не село, а виникло кілька дрібних хуторів, які називалися за прізвищем глави сімейства, що проживало в хуторі.
В процесі проведення колективізації дрібні хутори були ліквідовані, а місцевих жителів було примусово переселено в новостворене село у 1939 році, який і вважається офіційною датою заснування села. Спочатку село носило назву "село Сталіна". У 60-х роках минулого століття село було перейменовано в Пушкареве. Нинішня назва села походить від озера, біля якого жив царський гармаш.
З 16 вересня 1941 по 14 вересня 1943 року Пушкареве було окуповане німецько-фашистськими військами.
Село входило до Багачанської Першої сільської ради Великобагачанського району.
12 жовтня 2016 року шляхом об'єднання Великобагачанської селищної ради та Багачанської Першої, Радивонівської, Степанівської, Якимівської сільських рад Великобагачанського району була утворена Великобагачанська селищна об'єднана територіальна громада з адміністративним центром у смт Велика Багачка.

## Економіка
- Біля села перебували птахо-товарна, молочно-товарна, вівце-товарна ферми, а також тракторна бригада, які в зв'язку з нераціональним веденням сільського господарства на даний час повністю зруйновані
- На території села функціонує зерносховище, яке належить ПП «Агроінвест»
- ФГ "Мармур"

## Населення

### Мова
Розподіл населення за рідною мовою за даними перепису 2001 року:
| Мова       | Кількість | Відсоток |
| ---------- | --------- | -------- |
| українська | 260       | 100%     |

## Політика

### Парламентські вибори, 2019
На позачергових парламентських виборах 2019 року у селі функціонувала окрема виборча дільниця № 530008, розташована у приміщенні фельдшерсько-акушерського пункту.
Результати
- зареєстровано 134 виборці, явка 75,37%, найбільше голосів віддано за Всеукраїнське об'єднання «Батьківщина» — 36,63%, за «Слугу народу» — 29,70%, за Радикальну партію Олега Ляшка — 11,88%.[2] В одномандатному окрузі найбільше голосів отримав Олексій Баганець (Всеукраїнське об'єднання «Батьківщина») — 29,29%, за Анастасію Ляшенко (Слуга народу) — 17,17%, за Костянтина Іщейкіна (самовисування) — 15,15%[3].

## Об'єкти соціальної сфери
- У селі був дитячий садочок, який у 80-х роках минулого століття був закритий, а також початкова школа, яка була закрита в 90-х роках минулого століття
- Фельдшерсько-акушерський пункт, який знаходиться в приміщенні колишньої початкової школи
- Магазин-кафе
- Стадіон, який при нечисленних грошових вливаннях можливо перетворити в непогане футбольне поле
- На території села знаходиться сільський клуб, який, однак, внаслідок безгосподарного ставлення сільської влади протягом 2000-2010 років знаходиться в аварійному стані